# Miguel Anguiano Márquez
Miguel Anguiano Márquez (5 de enero de 1908-1975) fue un presbítero y militar mexicano que participó en la Guerra Cristera. Como vicario de San Francisco de Almoloyan inició la reconstrucción de este antiguo templo en Colima. Ostentó el grado de general y fue hermano del teniente coronel cristero Gildardo Anguiano Márquez. El 1 de abril de 1927, atacó al mando de sus fuerzas cristeras la población de Pihuamo. No participó directamente en el Asalto de Manzanillo por encontrarse impedido físicamente. Falleció en 1975 en la Ciudad de México, Distrito Federal. 